# 卡西米爾·格拉夫

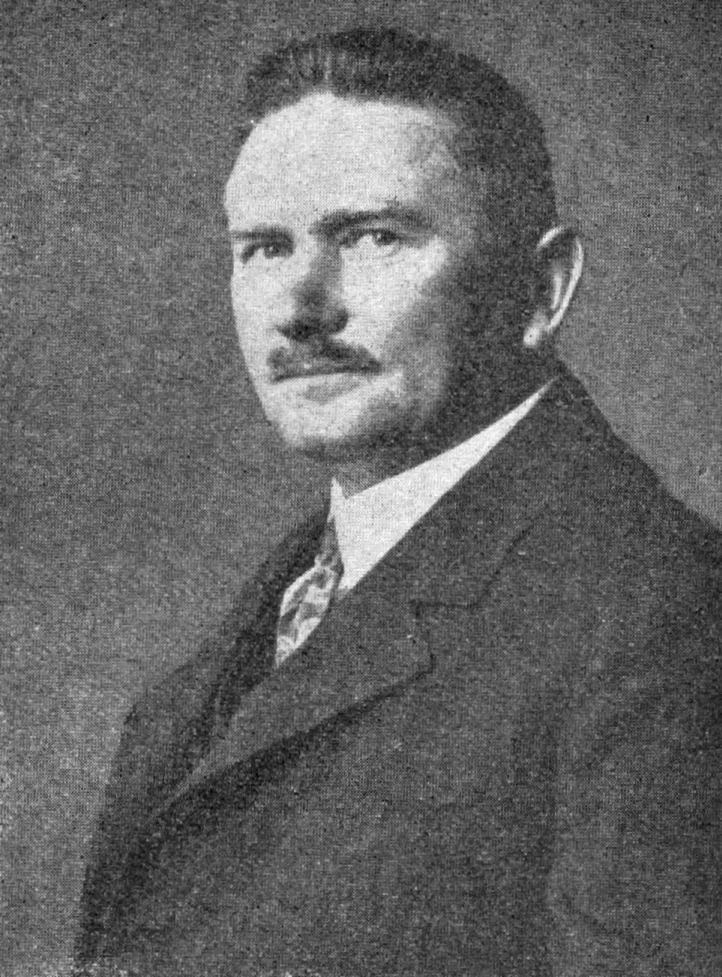
卡西米爾·羅穆阿爾德·格拉夫 （c. 1928）

卡西米爾·羅穆阿爾德·格拉夫（英語：Kasimir Romuald Graff，1878年2月7日—1950年2月15日）是一名波蘭裔德國天文學家。他曾在漢堡天文台擔任助理，1916年成為漢堡的教授。1928年，他成為奧地利的維也納天文台的台長。1938年，當納粹政府接管奧地利時，他被迫退休。儘管他因未經證實挪用公款的指控而被正式免職，但真正的原因很可能是他的家庭背景和他對納粹支持的「冰川宇宙學」哲學的抗拒。他於1945年複職，1949年退休。
他使用60公分的望遠鏡，非常擅長根據視覺觀測創建行星地圖。
他還致力於量測恆星發出的輻射，並為此發明和製造了新的儀器。這包括新型的熱量計和光度計等探測器。

## 榮譽
- 月球環形山格拉夫[2]以及火星隕石坑格拉夫 (火星隕石坑)（英语：List of craters on Mars: A–GGraff），都是以格拉夫的名字命名的[3]。